# Shavo Odadjian
Shavo Odadjian (født 22. april 1974 i Yerevan, Armenien som Shavarsh Odadjian). Odadjian er bassist for det alternative metalband System of a Down.

## Tidlige liv
I sin ungdom brugte Odadjian det meste af sin tid på at skateboarde og lytte til punk, rock og heavy metal-musik. Deriblandt Pink Angels, Dead Kennedys, KISS og Black Sabbath som har haft stor betydning for hans karriere som musiker. Da Odadjian blev tretten tog hans far ham med til et Guitar Center og købte ham en guitar. Odadjian tog aldrig guitarlektioner men sad derhjemme og spillede hele dagen.
Shavo Odadjian flyttede til Los Angeles, Californien, i en meget ung alder og blev opdraget af sin bedstemor. Da hun døde mistede han meget sin tro og stoppede med at bede hver nat inden han gik i seng. Odadjian begyndte på Alex Pilibos Elementary School (en armensk skole) hvor hans kommende bandmedlemmer, Daron Malakian og Serj Tankian, også gik.

## Karriere
Udover sit arbejde i en bank var Odadjian manager for Malakian og Tankians band Soil. I 1995 tog Odadjian imod tilbuddet om at blive bandets bassist i stedet for. Derefter ændrede de navn til System of a Down opkaldt efter et digt ved navn "Victims of a Down" som Malakian havde skrevet. Udover at spille bas har han også lagt bagvokaler til nogen af sangene deriblandt Bounce, Know, Prison Song, Chop Suey!, Lost in Hollywood og nogle få andre.
Odadjian har også instrueret de fleste af System of a Downs musikvideoer (Aerials, Toxicity, Questions og Hypnotize).
Ud over at være bassist i System of a Down, er Odadjian også en meget populær dj i LA og tager del i begivenheder som Rock/DJ Explosion.

## Musikeren Shavo
Odadjian var oprindeligt guitarist, og efter sigende skulle han spille guitar bedre end bas. Odadjian var Soils guitarist i en meget kort periode. Udover at spille bas har Odadjian også sunget en smule i nogle af sangene med sin lidt specielle stemme. I dobbeltalbummet Mezmerize/Hypnotize har han lagt mere stemme til end på noget andet album. Det skyldes at han kun spiller bas på fire-fem sange, og resten spilles af Daron Malakian. Odadjian spiller oftest på en Gibson Thunderbird.